# Aldemaro Romero
Aldemaro Romero, alla nascita Aldemaro Romero Zerpa (Valencia, 12 marzo 1928 – Caracas, 15 settembre 2007) è stato un pianista, compositore, arrangiatore e direttore d'orchestra venezuelano.

## Biografia
Romero è stato un compositore prolifico e compose una vasta gamma di musica, caraibica, jazz, valzer venezuelano, opere per orchestra, orchestra e solista, coro e orchestra, musica da camera e opere sinfoniche di grandi dimensioni. Iniziò gli studi musicali con il padre, Rafael Romero. Nel 1941 si trasferì a Caracas e si esibì come pianista in saloni e sale da ballo. Nel 1949 si recò in tour a Cuba e quindi a New York. Nel 1952 ritornò a Caracas e vi fondò la sua orchestra da ballo. Nel 1951 firmò un contratto con la RCA Victor per registrare, con una grande orchestra, quello che sarebbe diventato un album di grande successo nella serie "Dinner in ...", con musica popolare latino-americana. Con l'etichetta RCA pubblicò il suo primo LP Dinner in Caracas, con il quale vennero battuti tutti i record di vendite in Sud America fino ad allora. In seguito, registrò numerosi LP in diversi paesi. In Italia realizzò due fra i suoi album più noti: La Onda Màxima (1972) e Onda Nueva Instrumental (1976), con la partecipazione di Pino Presti al basso elettrico e Tullio De Piscopo alla batteria. Negli Stati Uniti, la sua abilità di arrangiatore e direttore d'orchestra lo portò a collaborare con orchestre e cantanti popolari, come Dean Martin, Jerry Lee Lewis, Stan Kenton, Machito e Tito Puente, tra gli altri. Realizzò anche un lungo tour, esibendosi in numerosi paesi: Messico, Porto Rico, Colombia, Perù, Brasile, Argentina, Spagna, Francia, Grecia, Svizzera, Svezia, Italia, Russia, Egitto e Giappone.
Romero è stato il creatore di una nuova forma di musica venezuelana, nota come "Onda Nueva" (onda nuova), derivata dallo joropo e influenzata dalla brasiliana bossa nova. Ha avuto anche un ruolo importante nel campo della musica classica. Nel 1979 Romero fondò l'Orchestra Filarmonica di Caracas, della quale è stato il primo direttore. Ha anche diretto la London Symphony Orchestra, la English Chamber Orchestra, l'Orchestra della Radio / TV rumena e la Royal Philharmonic Orchestra. Era il padre di Aldemaro Romero Jr., biologo famoso negli Stati Uniti e Ruby Romero de Issaev, produttore e direttore marketing per l'Art Balletto della Florida a Miami.
Nel 2009 Nicola Conte ha realizzato e prodotto il remix Tema de la Onda (Nicola Conte meets Aldemaro Romero).

## Premi

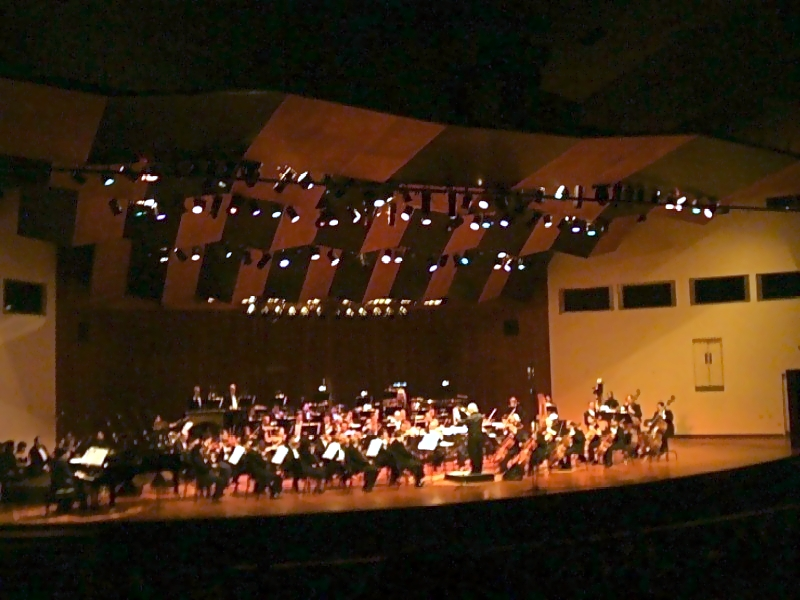
Aldemaro Romero mentre dirige l'Orchestra Sinfonica Municipal di Caracas

Nel 1969 Romero ricevette il premio per la pace dagli intellettuali sovietici, in occasione del Festival del Cinema di Mosca per la sua colonna sonora per il film epico Simón Bolívar. Ha anche ottenuto il primo premio come compositore e direttore d'orchestra al Maiorca Palms Festival, al Festival Musicale dei Giochi Olimpici in Grecia e nel Festival della canzone latina in Messico. Per il suo intenso lavoro, ha ricevuto numerosi riconoscimenti nel suo paese. Nel 2000 ha ottenuto il Premio Nacional de Musica e nel 2006 la laurea honoris causa presso l'Università di Carabobo, l'Università del Zulia  e l'Università degli Studi Lisandro Alvarado di Barquisimeto.
Aldemaro Romero morì a Caracas il 15 settembre 2007, all'età di 79 anni.